# San Benedetto (Catania)
Die Kirche des San Benedetto ist eine Kirche aus dem 18. Jahrhundert in der sizilianischen Stadt Catania in der Via dei Crociferi.
Sie wurde zwischen 1704 und 1713 im Stil des sizilianischen Barocks erbaut und dem Heiligen Benedikt von Nursia geweiht. Die Gewölbe wurden von Giovanni Tuccari, Sebastiano Lo Monaco und Matteo Desiderato um 1750 mit Fresken ausgestattet. Besonders erwähnenswert ist die Empore, die mit einer hohen Balustrade versehen worden ist, um die Nonnen vor neugierigen Blicken  zu schützen, ihnen aber trotzdem die Möglichkeit zu geben, an der Messe teilzunehmen.

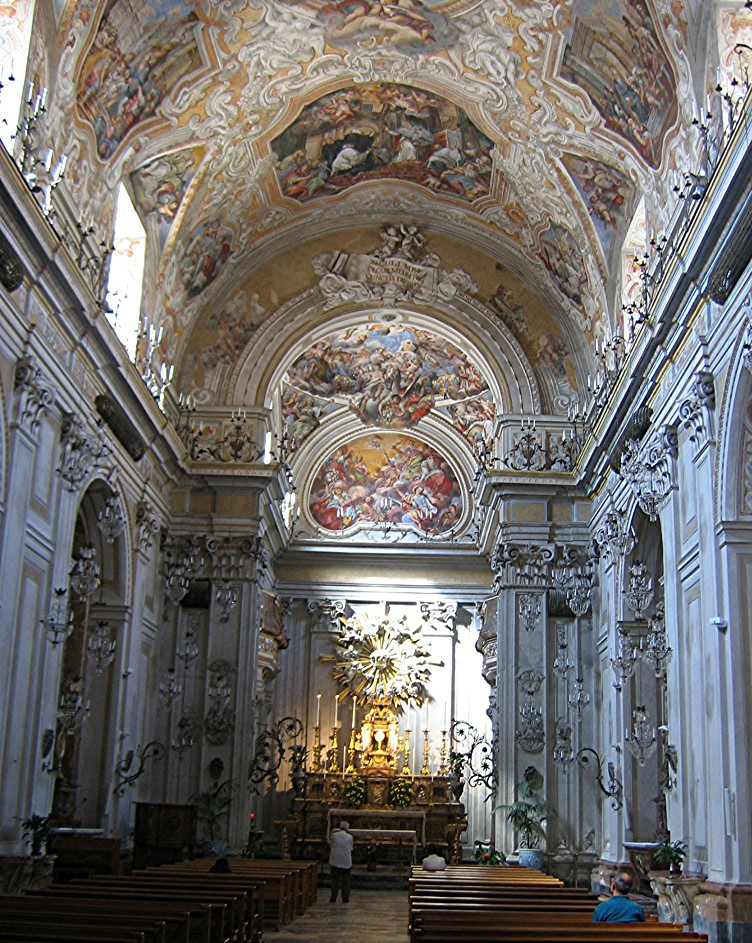
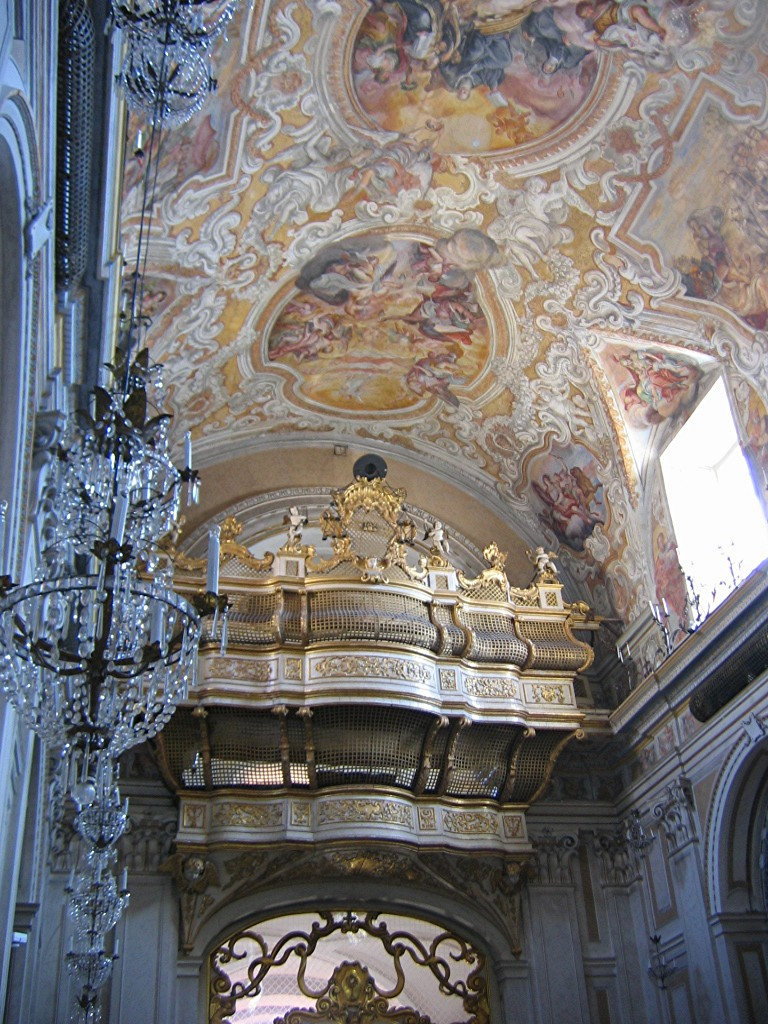
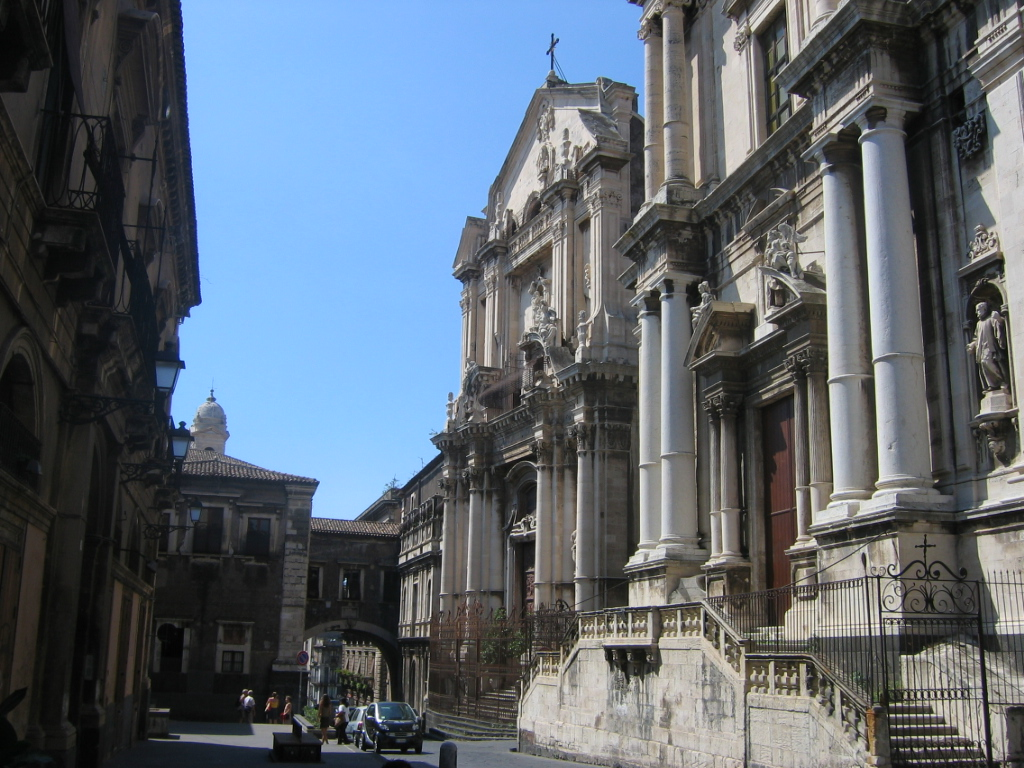